# Nyssia odrinarius
Nyssia odrinarius là một loài bướm đêm trong họ Geometridae.